# Jean Ralaimongo
Dans le nom malgache Ralaimongo Jean, le nom de famille précède le prénom, mais cet article utilise l’ordre habituel en français Jean Ralaimongo, où le prénom précède le nom.
Jean Ralaimongo (1884-1943) est un nationaliste et franc-maçon malgache qui participa en 1920 à la fondation de la Ligue   française pour l’accession des indigènes de Madagascar aux droits des citoyens français. Il en sera le président.

## Biographie
Jean Ralaimongo est né le 4 octobre 1884 à Ikalamavony, dans la province de Fianarantsoa. Dans son enfance, Jean Ralaimongo obtient d'une famille française d'être engagé comme domestique et de se faire amener en métropole où il est scolarisé et où il obtient le Brevet de capacité primaire qui lui aurait permis de devenir instituteur à Madagascar, mais lorsqu'il y revient, sa carrière est contrariée par deux choses : le poste d'instituteur lui est refusé en raison du fait qu'il n'obtient guère l'égalité professionnelle qui lui aurait permis de travailler pour le Ministère de l'Instruction Publique, et Jean Ralaimongo préfère, dans une époque troublée d'un point de vue géopolitique, s'engager dans l'armée française en 1914 pour défendre son pays contre la menace de l'empire Allemand. 
De retour en France, il se rapproche des milieux anticolonialistes (la Vy Vato Sakelika, V.V.S) et les plus fervents représentants, comme Hô Chi Minh avec lequel il se lie d'amitié et l'économiste Charles Gide qui lui apporte l'appui de la Ligue des Droits de l'Homme dont Ralaimongo s'inspire pour sa Ligue pour l'Accession des Malgaches à la Citoyenneté Française. Avec cette ligue, Jean Ralaimongo s'engage dans une lutte politique, avec son journal l'Opinion, de 1920 à 1939, il dénonçait les abus et réclamait « Madagascar département (d'Outre-mer) français » et pour tous les Malgaches la citoyenneté française au même titre que n'importe quelle personne née sur le territoire national. Sa lutte naît surtout de l'idée que l'annexion de Madagascar aurait dû entrainer une naturalisation de l'ensemble des Malgaches et de leur accession à la citoyenneté française sans qu'une discrimination soit institutionnalisée comme celle que la République Française impose à Madagascar depuis le 13 novembre 1899 avec le régime colonial de l'Indigénat qu'elle impose également en Cochinchine, en Nouvelle-Calédonie, au Sénégal, à l'ensemble de l'Afrique Occidentale Française, à l'Afrique Équatoriale Française, au Togo et au Cameroun.